# Збірна Мальти з футболу
Збірна Мальти з футболу (мальт. Tim nazzjonali tal-futbol ta' Malta) — національна футбольна команда Мальти, якою керує Футбольна асоціація Мальти і представляє країну на міжнародному рівні.

## Історія
В 1950-ті роки відбувся дебют збірної на міжнародній арені. 24 лютого 1957 року в місті Гзіра у присутності 17 421 глядача Мальта поступилася Австрії з рахунком 2:3. Після серії товариських матчів, нічиєї зі збірною Тунісу (0:0) і Норвегією (1:1) і перемоги над тим же Тунісом (1:0), мальтійська федерація приєдналася до міжнародної асоціації ФІФА (1959) та УЄФА (1960). З цього почався новий етап мальтійського футболу.
На початку 1960-х років Мальта подала заявку на участь у кваліфікації до Євро-1964 і дебют збірної на міжнародних змаганнях відбувся у четвер, 28 червня 1962 року, в матчі проти збірної Данії. У відбірковому змаганні грали два матчі, вдома і на виїзді. Переможець проходив у наступний раунд. Мальта двічі програла, в Копенгагені 1:6, і вдома в Гзірі 1:3. Таким чином, Данія пройшла далі, вигравши за сумою двох зустрічей 9:2.
Після цього збірна ненадовго перестала виступати у кваліфікаціях, але з 1972 року є стабільним учасником відборів на чемпіонати світу та Європи, проте ніколи реально не бореться за вихід на форуми, займаючи останні місця у групах.
В рамках відбору на Євро-1984 збірна Мальти зазнала найбільшої поразки в історії, яку отримала від Іспанії (1:12). Збірна Нідерландів, конкурент «червоної фурії» на вихід з групи, вважала цей матч «договірним». Голландцям для виходу на турнір треба було, щоб Іспанія не відіграла різницю в 10 м'ячів, за якою лідирувала Голландія, але іспанці все ж подолали цю різницю і потрапили на форум, дійшовши там до фіналу. Факт договірної гри довести не вдалося.
6 червня 2017 року в товариському матчі мальтійці переграла збірну України в австрійському Граці 1:0.

## Статистика

### Чемпіонат світу
- 1930 — 1970 — не брала участі
- 1974 — 2022 — не пройшла кваліфікацію

### Чемпіонат Європи
- 1960 — не брала участі
- 1964 — не пройшла кваліфікацію
- 1968 — не брала участі
- 1972 — 2020 — не пройшла кваліфікацію

### Ліга націй УЄФА
| Ліга націй УЄФА | Ліга націй УЄФА | Ліга націй УЄФА | Ліга націй УЄФА | Ліга націй УЄФА | Ліга націй УЄФА | Ліга націй УЄФА | Ліга націй УЄФА | Ліга націй УЄФА | Ліга націй УЄФА | Ліга націй УЄФА |
| Рік             | Ліга            | Група           | І               | В               | Н               | П               | М+              | М-              | П/П             | Рей             |
| --------------- | --------------- | --------------- | --------------- | --------------- | --------------- | --------------- | --------------- | --------------- | --------------- | --------------- |
| 2018—19         | D               | 3               | 6               | 0               | 3               | 3               | 5               | 14              | ▬               | 54-е            |
| 2020—21         | D               | 1               | 6               | 2               | 3               | 1               | 8               | 6               | ▬               | 52-е            |
| 2022—23         | D               | 2               | 4               | 2               | 0               | 2               | 5               | 4               | ▬               | 52-е            |
| 2024—25         | D               | Буде визначено  | Буде визначено  | Буде визначено  | Буде визначено  | Буде визначено  | Буде визначено  | Буде визначено  | Буде визначено  | Буде визначено  |
| Усього          | Усього          | Усього          | 16              | 4               | 6               | 6               | 18              | 24              |                 |                 |